# Малое Ильинское (Переславский район)
Малое Ильинское (Ильинское) — село в Переславском районе Ярославской области у реки Кисьма.

## История
В 1562 году вотчинное село в Кистемском стане. В 1586 году село Ильинское царём Фёдором Иоанновичем пожаловано было Фёдоровскому монастырю. В актах XVII века оно называется ещё Тюшино, Кисма.
В 1612 году в селе Ильинском значится церковь святого пророка Илии. В 1629 году вместо Ильинской церкви здесь построена была новая в честь Введения во храм Пресвятой Богородицы, При этом церковь была перенесена на другое место. В 1703 году вся земля, принадлежавшая церкви, была властями Фёдоровского монастыря отобрана у причта и отдана крестьянам; такой поступок свой власти мотивировали тем, что писец 1653 года Семён Хлопов отмежевал церковную землю неправильно.
В 1703 году здесь была и другая церковь во имя святого пророка Илии. К 1799 году она пропала.
В 1808 году вместо деревянной церкви на средства помещика Петра Алексеевича Ярцева устроен каменный храм. Престолов в этом храме два: в холодном в честь Введения во храм Пресвятой Богородицы, в приделе тёплом во имя святого Николая Чудотворца.

## Путаница
Надо различать два села. Одно село Ильинское стоит при реке Сухоме и было вотчиной Горицкого монастыря. Другое Ильинское (Тюшино), теперь Малое Ильинское, было вотчиной Фёдоровского монастыря и затем состояло в Угличском уезде.

## Население
| 1859 | 1914 | 2007 | 2008 | 2010 |
| ---- | ---- | ---- | ---- | ---- |
| 394  | ↘240 | ↘7   | →7   | ↘3   |